# Hills and Dales (Ohio)
Hills and Dales é uma vila localizada no estado norte-americano de Ohio, no Condado de Stark.

## Demografia
Segundo o censo norte-americano de 2000, a sua população era de 260 habitantes.
Em 2006, foi estimada uma população de 265, um aumento de 5 (1.9%).

## Geografia
De acordo com o United States Census Bureau tem uma área de
0,8 km², dos quais 0,8 km² cobertos por terra e 0,0 km² cobertos por água.

## Localidades na vizinhança
O diagrama seguinte representa as localidades num raio de 8 km ao redor de Hills and Dales.